# 公塘乡
公塘乡（藏語：ཀོང་ཐང།，威利转写：kong thang）位于西藏自治区拉萨市当雄县，1970年建乡。是当雄县政府驻地。全乡约有4800人并下设4个村委会，以畜牧业为主，出产山羊、绵羊、牛和马。藏语“公塘”意为“凹滩”，其中“公”（藏語：ཀོང，威利转写：kong）意为“弯曲的，凹下的”，“塘”（藏語：ཐང，威利转写：thang）意为“平地、草场”。

## 行政区划
公塘乡下辖以下地区：
冲嘎村、拉根村、甲根村和巴嘎当村。